# 潜頸亜目
潜頸亜目（せんけいあもく、Cryptodira）は、爬虫綱カメ目に属する亜目。

## 分布
アフリカ大陸、北アメリカ大陸、南アメリカ大陸、ユーラシア大陸、インドネシア、オーストラリア北部、エクアドル（ガラパゴス諸島）、キューバ、ジャマイカ、スリランカ、セーシェル（アルダブラ環礁）、日本、パプアニューギニア、フィリピン

## 形態
最大種はオサガメで最大甲長256.5cmと現生するカメ目でも最大種。最小種はシモフリヒラセリクガメ最大甲長9.8cmとカメ目でも最小種。背甲と腹甲の継ぎ目（橋）に下縁甲板という甲板を持つ種がおり、ワニガメではさらに肋甲板と縁甲板の間に上縁甲板という甲板を持つ。腹甲にはウミガメ科を除いて間喉甲板がない。間喉甲板はカメ目内、上縁甲板や下縁甲板は本亜目内では原始的な形態とされる。
頸部を垂直方向にS字に曲げることによって、頭部を甲羅に収納する。しかしウミガメ、オオアタマガメ
等、頭部を甲羅に収納することは出来ない種もいる。

## 分類
- カミツキガメ上科　Chelydroidea
  - カミツキガメ科　Chelydridae
- ウミガメ上科　Chelonioidea
  - ウミガメ科　Cheloniidae
  - オサガメ科　Dermochelyidae
- ドロガメ上科　Kinosternoidea（スッポン上科に含める説もある）
  - メキシコカワガメ科　Dermatemydidae
  - ドロガメ科　Kinosternidae
- リクガメ上科　Testudinoidea
  - ヌマガメ科　Emydidae
  - イシガメ科　Geoemydidae（ヌマガメ科に含める説もある）
  - オオアタマガメ科　Platysternidae
  - リクガメ科　Testudinidae
- スッポン上科　Trionychoidea
  - スッポンモドキ科　Carettochelyidae
  - スッポン科　Trionychidae

## 生態
完全陸棲種や海棲種のみで構成される分類群もあるが、主に淡水域に生息する種が多い。
食性も幅広く完全な動物食や植物食、雑食の種がいる。